# دریا (آلبوم اردوان کامکار)
 دریا نام یک آلبوم موسیقی اثر  اردوان کامکار، هنرمند ایرانی است که در سبک  سنتی تهیه شده و دارای ۶ آهنگ است. 

## فهرست آهنگ‌ها
| ردیف | آهنگ                            |
| ۱    | خاطره ( همایون ، اصفهان )       |
| ۲    | اضطراب ( همایون ، اصفهان )      |
| ۳    | دریا ( همایون ، اصفهان )        |
| ۴    | بداهه نوازی ( ماهور )           |
| ۵    | قطعه ی پرواز                    |
| ۶    | سونات همگام با خورشید ( ماهور ) |